# Taki Micsijo
Taki Micsijo (瀧 通世) (Japán, ? – ?, ?) japán válogatott labdarúgó.

## Nemzeti válogatott
1927-ben debütált a japán válogatottban.

## Statisztika
| Japán válogatott | Japán válogatott | Japán válogatott |
| Időszak          | Mérk.            | gól              |
| ---------------- | ---------------- | ---------------- |
| 1927             | 1                | 0                |
| Összesen         | 1                | 0                |